# خرمن يري
خرمن‌ يري هي قرية في مقاطعة ماكو، إيران. يقدر عدد سكانها بـ 651 نسمة بحسب إحصاء 2016.